# Yvonne Minton
Yvonne Minton (Sydney, 4 dicembre 1938) è un mezzosoprano australiano.

## Biografia
Dopo gli studi al Sydney Conservatorium of Music vince l'Eisteddfod di Canberra e nel 1961 il concorso di 's-Hertogenbosch.
Il 12 novembre 1964 debutta come Maggie Dempster nella prima assoluta di One Man Show di Nicholas Maw a Londra.

### Cinema e televisione
La cantante ha interpretato alcuni film operistici tra cui due Lulu dove ricopre il ruolo della contessa Geschwitz. Ha anche prestato la sua voce all'attrice Edith Clever per il ruolo di Kundry nella versione cinematografica del Parsifal di Hans-Jürgen Syberberg.

## Filmografia
- Parsifal, regia di Hans-Jürgen Syberberg - voce (1982)
- Yevgeny Onyegin, regia di Humphrey Burton - film tv (1994)

## Discografia

### Audio
- Bellini, Norma - Bonynge/Sutherland/Horne, 1964 Decca
- Berg, Lulu - Boulez/Stratas/Minton/Schwarz, 1979 Deutsche Grammophon - Grammy Award al miglior album di musica classica e Grammy Award for Best Opera Recording 1981
- Bizet, Carmen - Schippers/Resnik/Del Monaco, 1963 Decca
- Mahler, Sinf. n. 8 - Solti/CSO/Harper/Popp/Auger, 1971 Decca
- Mahler: Das Lied von der Erde - Chicago Symphony Orchestra/Sir Georg Solti/René Kollo/Yvonne Minton, 1972 Decca
- Mozart, Nozze di Figaro - Davis/Norman/Freni/Ganzarolli, 1971 Decca
- Mozart: La clemenza di Tito - Chorus of the Royal Opera House, Covent Garden/Lucia Popp/Stuart Burrows/Yvonne Minton/Dame Janet Baker/Frederica von Stade/Robert Lloyd/Colin Davis (direttore d'orchestra), 1977 Philips
- Mozart: Così fan tutte - Otto Klemperer/Luigi Alva/Margaret Price/Lucia Popp, 1972 EMI Warner
- Rossini: Stabat Mater - London Symphony Orchestra/Luciano Pavarotti/Pilar Lorengar, 1971 Decca
- Schoenberg: Gurre-Lieder - BBC Symphony Orchestra/Pierre Boulez/Yvonne Minton, 1975 Sony
- Strauss R, Cavaliere della rosa - Solti/Crespin/Minton/Donath, 1968 Decca
- Strauss R, Elettra - Solti/Nilsson/Resnik/Stolze, 1966 Decca
- Wagner: Tristan und Isolde - Hildegard Behrens/Leonard Bernstein/Bavarian Radio Symphony Orchestra/Peter Hofmann/Yvonne Minton/Bernd Weikl/Hans Sotin, 1983 Philips
- Wagner: Parsifal - Aage Haugland/Armin Jordan/Britt-Marie Aruhn/Christer Bladin/Eva Saurova/Gertrud Oertel/Gilles Cachemaille/Hanna Schaer/Hans Tschammer/Jocelyne Chamonin/Michael Roider/Monte-Carlo Philharmonic Orchestra/Paul Frey/Prague Philharmonic Choir/Reiner Goldberg/Robert Lloyd/Tamara Herz/Wolfgang Schöne/Yvonne Minton, 1982 Erato
- Wagner: Die Walküre - Marek Janowski/Staatskapelle Dresden, 1981 Sony

## Premi
- Ordine dell'Impero Britannico 1980